# Хачикян, Самуэль
Самуэль Хачикян (арм. Սամուել Խաչիկյան, перс. ساموئل خاچیکیان‎, англ. Samuel Khachikian; 20 октября 1923, Тебриз, Иран — 22 октября 2001, Тегеран, Иран) —  иранский кинорежиссёр, сценарист, писатель и монтажёр армянского происхождения. Он был одной из самых влиятельных фигур иранского кино и получил прозвище «Иранский Хичкок».  
Он был первым режиссером, получившим высокую оценку как кинокритиков, так и зрителей, сумевший успешно преодолеть разрыв между искусством и коммерцией в иранском кино. За свою карьеру Хачикян экспериментировал с разными жанрами, но его самый большой талант был в жанре криминального триллера.
Один из основоположников иранского кино, Хачикян на протяжении 40 лет был синонимом популярных жанровых фильмов, вдохновленных Голливудом, которыми наслаждалась большая аудитория.

## Биография
Хачикян родился в Тебризе в 1923 году в семье армян и с раннего возраста увлекался литературой и театром. Его отец Арсен Хачикян занимался розничной торговлей коврами и был единственным выжившим из большой семьи, погибшей в результате геноцида армян.
Подростком он переехал в Тегеран, начал играть в театре и с годами стал одним из самых уважаемых иранских режиссеров всех времён. Кинодебют Хачикяна состоялся в 1953 году с фильмом «Возвращение», а год спустя за ним последовал фильм «Девушка из Шираза», сделавший его имя нарицательным. «Девушка из Шираза» стала самым кассовым фильмом года и сумела получить положительные отзывы критиков, что стало первым для иранского фильма. Тогрол Афшар, один из самых первых иранских кинокритиков, написал после просмотра фильма: «Рождение первого настоящего иранского кинорежиссера».